# Oscar Larrauri
Oscar Rubén Larrauri (Granadero Baigorria, 19 de Agosto de 1954) é um ex-automobilista de Fórmula 1 argentino.
Participou de 21 corridas, das quais largou em 7 com a equipe EuroBrun.
Em 1982, ganhou o Campeonato Europeu de Fórmula 3.